# Ихтиоловая мазь
Ихтиоловая мазь (лат. Ichthyol ointment) — антисептическое средство.
Продукт ихтиолового масла — природного вещества битуминосульфоната аммония, представляющего собой горючие битуминозные сланцы, содержащие остатки ископаемых рыб. Ихтиоловая мазь представляет собой вязкую жидкость почти чёрного цвета, имеет специфический резкий запах. Оказывает местное противовоспалительное и анестезирующее действие, вызываемое тиофеновыми производными.

## История
Ихтиол был открыт немецким врачом-дерматологом Паулем Герсоном Унна. В 1886 в Германии вышла его книга о новых препаратах, которые они предложил для лечения кожных заболеваний — «Ichthyol и резорцин в качестве представителей группы редуцирующих лекарств» (нем. Ichthyol und Resorcin als Repräsentanten der Gruppe reduzierender Heilmittel / cvon Dr.PG Unna). В книге говорилось о препарате, полученном из «нефти, богатой комбинированной серой» путём «дистилляции» из своеобразного ископаемого минерала, которым оказалось богато месторождение в Зеефельде, Тироль.
В 1880-1881 годах вместе с химиком Рудольфом Шретером молодой врач в лаборатории получил, применив сухую перегонку тирольских горных смол, ихтиол, а в 1882 уже вёл клинические испытания препарата. Совместно с инвесторами была создана компания «Кордес, Херманни и Ко» (нем. Ichthyol-Gesellschaft Cordes, Hermanni & Co), а в Гамбурге был построен завод по производству ихтиола (компания работает в настоящее время). В 1885 году мазь стала известна в России, о ней напечатал журнал «Медицинского обозрения Спримона». Препарат предлагалось использовать в пилюлях, мазях и даже в виде уколов. До конца XIX столетия новое лекарство в России принималось скептически и широко не использовалось, затем была разработана маркетинговая компания и усилена реклама. Ихтиол стал популярным средством и вплоть до ввода в эксплуатацию в 1932 году Сызранского сланцеперерабатывающего завода ихтиол завозился из-за границы.
Кашпирские горючие сланцы с повышенным содержанием органической и минеральной серы стали основой для производства своего лекарства: в перечне продукции завода был и ихтиол.
Во время Великой Отечественной войны пришлось искать новые основы для производства мазей из-за дефицита растительных и животных жиров, вазелина и ланолина. В Центральном аналитическом научно-исследовательском институте (ЦАНИИ) в 1941—1947 годы сотрудниками была разработана мазевая основа — эмульгатор № 1, представляющий собой смесь цинковых мыл. Основу эмульгатора составлял китовый жир, парафин и воск. Новая форма эмульсии стала основой нового состава: эмульгатор № 1, масло минеральное и очищенная вода (соотношение 20:5:100), предназначавшегося для изготовления мазей — цинковой, серной и ихтиоловой. Там же изготовили эмульгатор ЦАНИИ № 3 со смоляными и кальциевыми мылами также для производства на его основе различных мазей

## Свойства, состав
Фармакологическая группа — антисептики и противовоспалительные средства. Действующее вещество — ихтиол. Ихтиоловая мазь содержит не менее 10,5% органически связанной серы в растворах, хорошо растворяется в глицерине, воде и разведённом этаноле. Плохо растворяется в концентрированном этаноле, эфире и хлороформе. Несовместима с солями тяжёлых металлов, алкалоидами, йодистыми солями.
В результате технологического последовательного процесса обработки сланцевых смол (битуминосульфоната  аммония) концентрированной серной кислотой, едким натром, аммиаком и последующей сухой перегонки получают вязкое маслянистое вещество чёрного цвета, имеющее специфический запах — ихтиол. Антисептический раствор получают с помощью смешивания ихтиола и той или иной эмульсии. Например, ихтиоловые свечи изготавливают из смеси жировой основы — 1,2 и ихтиола — 0,2.
Мазь ихтиоловая выпускается с содержанием 10 % или 20 % ихтиола.

## Применение
Используя ихтиол как антисептик, нужно помнить, что лечебные свойства зависят от механизма действия и формы выпуска. В препарате содержатся полициклические углеводороды. В ходе экспериментов при применении ихтиоловой мази не было выявлено канцерогенного эффекта, при условии, что мазь изготавливается добросовестными производителями. Длительно применять мазь не рекомендуется, нельзя долго лечить хронические дерматологические раны, так как активные компоненты могут оказать на кожу негативное воздействие. То же самое можно сказать в отношении гинекологических заболеваний или о применении свечей с ихтиолом ректально. К широко рекламируемым ихтиоловому маслу или маскам следует относиться с осторожностью: учитывать кратность, применение, дозу и способ лечения. В результате избыточного применения могут наблюдаться неблагоприятные последствия.
Ихтиоловая мазь входила в список рекомендованных препаратов для аптек, была обязательной во врачебных пунктах, в строительных отрядах и т. п. Применяется как антимикробное средство против кожных воспалительных заболеваний и ран. Её рекомендуют при различных формах метрита, лечат органы малого таза, гонорею и трихомониаз, простатит; препарат вводят в уретру, прямую кишку и цервикальный канал в виде свечей и суппозиториев, делают инсталляции и применяют тампоны.
Ихтиоловые спиртовые растворы применяют в виде примочек при различных заболеваниях, используя специальные добавки (дёготь, серу, креолин и др.). Ихтиоловая мазь выпускается с содержанием 10%, или 20% ихтиола.
Ихтиоловая мазь применяется также в ветеринарии. Мазь наносят на кожу животных (кошки в данном случае являются исключением) при лечении фурункулёза, ран, ожогов, дерматитов (10-процентная мазь). Пиодермию и заболевания копыт лечат 20-процентной мазью. Ветеринарный ихтиол зарегистрирован в Россельхознадзоре, включён для ветеринарного применения в реестр лекарственных средств (номер 26-4-8.11-0339 № ПВИ-4-8.11/02712).

## Передозировка
При применении препарата согласно рекомендациям передозировка невозможна. При случайном проглатывании мази показано промывание желудка и приём энтеросорбентов.